# Fekete tinamu
A fekete tinamu (Tinamus osgoodi) a tinamualakúak (Tinamiformes) rendjébe, ezen belül a tinamufélék (Tinamidae) családjába tartozó faj.
A magyar név forrással nincs megerősítve, lehet, hogy az angol név tükörfordítása (Black Tinamou).

## Rendszerezése
A fajt Henry Boardman Conover amerikai amatőr ornitológus írta le 1949-ben.

## Alfajai
- Tinamus osgoodi hershkovitzi (Blake, 1953) - ritkán látható madár, utoljára Kolumbia területén látták 1400-2100 tengerszint feletti magasságban.
- Tinamus osgoodi osgoodi Conover, 1949 - megtalálható Peruban, az Andokban, Magdalen folyó völgyében 600-1400 méteres magasságban.

## Előfordulása
Kolumbia, Ecuador és Peru kis területén, az Andok 900-1400 méter magasságában honos. Természetes élőhelyei a  szubtrópusi és trópusi síkvidéki és hegyi esőerdők. Állandó, nem vonuló faj.

## Megjelenése
Testhossza 46 centiméter. A tojó kicsivel nagyobb mint a hím. Kis feje és tömzsi teste van, tollazata fekete, a hasi része világosabb.

## Életmódja
Lehullott gyümölcsöket eszik, valamint gerincteleneket, virágbimbókat, magvakat és gyökereket.

## Szaporodása
Fészkét a földre rakja, 2-3 fényes kék tojást tartalmaz általában.

## Természetvédelmi helyzete
Az elterjedési területe nagyon nagy, egyedszáma 1900-4400 példány közötti és csökken. A Természetvédelmi Világszövetség Vörös listáján sebezhető fajként szerepel. Az erdőirtás, az emberi települések terjeszkedése, a mezőgazdasági terjeszkedés (főleg ópium ültetvények használata), kőolaj feltárás és a vadászat veszélyezteti.